# Krškany
Krškany é um município da Eslováquia, situado no distrito de Levice, na região de Nitra. Tem 17,03 km² de área e sua população em 2018 foi estimada em 757 habitantes.

## Demografia
| Ano:        | 1994 | 2004   | 2014   | 2024    |
| ----------- | ---- | ------ | ------ | ------- |
| Broj ljudi: | 769  | 730    | 749    | 830     |
| Razlika:    |      | -5,07% | +2,60% | +10,81% |

| Ano:               | 2023 | 2024   |
| ------------------ | ---- | ------ |
| Número de pessoas: | 815  | 830    |
| Diferença:         |      | +1,84% |